# Lesnice
Lesnice (niem. Lesnitz) – gmina w Czechach, w powiecie Šumperk, w kraju ołomunieckim. Według danych z dnia 1 stycznia 2012 liczyła 634 mieszkańców.